# Trévol
|  | No s'ha de confondre amb Trèvol. |

Trévol és un municipi francès, situat al departament de l'Alier i a la regió d'Alvèrnia-Roine-Alps. L'any 2007 tenia 1.580 habitants.

## Demografia

### Població
El 2007 la població de fet de Trévol era de 1.580 persones. Hi havia 599 famílies de les quals 106 eren unipersonals (53 homes vivint sols i 53 dones vivint soles), 234 parelles sense fills, 247 parelles amb fills i 12 famílies monoparentals amb fills.
La població ha evolucionat segons el següent gràfic:
Habitants censats

### Habitatges
El 2007 hi havia 663 habitatges, 613 eren l'habitatge principal de la família, 15 eren segones residències i 34 estaven desocupats. 645 eren cases i 17 eren apartaments. Dels 613 habitatges principals, 495 estaven ocupats pels seus propietaris, 94 estaven llogats i ocupats pels llogaters i 24 estaven cedits a títol gratuït; 6 tenien dues cambres, 56 en tenien tres, 204 en tenien quatre i 348 en tenien cinc o més. 502 habitatges disposaven pel capbaix d'una plaça de pàrquing. A 183 habitatges hi havia un automòbil i a 400 n'hi havia dos o més.

### Piràmide de població
La piràmide de població per edats i sexe el 2009 era:
| Homes | Edats   | Dones |
| ----- | ------- | ----- |
| 0     | 95 o +  | 0     |
| 0     | 90 a 94 | 0     |
| 4     | 85 a 89 | 12    |
| 4     | 80 a 84 | 8     |
| 20    | 75 a 79 | 24    |
| 20    | 70 a 74 | 24    |
| 24    | 65 a 69 | 12    |
| 36    | 60 a 64 | 44    |
| 44    | 55 a 59 | 44    |
| 76    | 50 a 54 | 76    |
| 60    | 45 a 49 | 80    |
| 88    | 40 a 44 | 68    |
| 40    | 35 a 39 | 52    |
| 40    | 30 a 34 | 44    |
| 32    | 25 a 29 | 20    |
| 20    | 20 a 24 | 20    |
| 60    | 15 a 19 | 44    |
| 44    | 10 a 14 | 48    |
| 24    | 5 a 9   | 56    |
| 28    | 0 a 4   | 32    |

## Economia
El 2007 la població en edat de treballar era de 1.069 persones, 802 eren actives i 267 eren inactives. De les 802 persones actives 763 estaven ocupades (403 homes i 360 dones) i 39 estaven aturades (17 homes i 22 dones). De les 267 persones inactives 121 estaven jubilades, 77 estaven estudiant i 69 estaven classificades com a «altres inactius».

### Ingressos
El 2009 a Trévol hi havia 625 unitats fiscals que integraven 1.662,5 persones, la mediana anual d'ingressos fiscals per persona era de 20.216 €.

### Activitats econòmiques
Dels 41 establiments que hi havia el 2007, 3 eren d'empreses extractives, 1 d'una empresa alimentària, 8 d'empreses de construcció, 9 d'empreses de comerç i reparació d'automòbils, 2 d'empreses de transport, 4 d'empreses d'hostatgeria i restauració, 2 d'empreses financeres, 2 d'empreses immobiliàries, 4 d'empreses de serveis, 5 d'entitats de l'administració pública i 1 d'una empresa classificada com a «altres activitats de serveis».
Dels 14 establiments de servei als particulars que hi havia el 2009, 3 eren tallers de reparació d'automòbils i de material agrícola, 1 paleta, 2 lampisteries, 3 electricistes, 1 empresa de construcció, 1 perruqueria, 2 restaurants i 1 agència immobiliària.
L'únic establiment comercial que hi havia el 2009 era una fleca.
L'any 2000 a Trévol hi havia 22 explotacions agrícoles que ocupaven un total de 1.918 hectàrees.

## Equipaments sanitaris i escolars
El 2009 hi havia 2 escoles elementals.

## Poblacions més properes
El següent diagrama mostra les poblacions més properes.